# Walther Bauersfeld

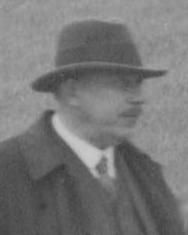
Walther Bauersfeld (1930)

Walther Bauersfeld (* 23. Januar 1879 in Berlin; † 28. Oktober 1959 in Heidenheim an der Brenz; vollständiger Name: Walther Wilhelm Johannes Bauersfeld) war ein deutscher Maschinenbauingenieur und Physiker. Er entwickelte das 1923 der Öffentlichkeit vorgestellte Planetarium und baute nach 1945 die Zeiss-Opton in Westdeutschland auf.

## Leben
Walther Bauersfeld studierte Maschinenbau an der Technischen Hochschule (Berlin-)Charlottenburg, bestand 1902 die Diplom-Hauptprüfung und promovierte zwei Jahre darauf zum Dr.-Ing. Von 1905 bis 1907 arbeitete er als Ingenieur für Konstruktion und bis 1908 als Forscher für Motorflugwesen. Anschließend wurde er 1908 einer der vier gleichberechtigten Geschäftsleiter im Unternehmen Carl Zeiss in Jena.
Von 1927 bis zum Ende des Zweiten Weltkriegs lehrte er als außerordentlicher Professor für Sondergebiete der Physik an der Universität Jena. Nach 1945 lehrte er an der Technischen Hochschule Stuttgart als Honorarprofessor. 1949 baute er das Unternehmen Zeiss-Opton, Optische Werke in Oberkochen bei Heidenheim an der Brenz mit auf.
Mit der Entwicklung einer freitragenden Kuppel für Projektionszwecke, Vorläufer eines Planetariums, begann er 1919. 1922 entwickelte er zusammen mit dem Bauingenieur Franz Dischinger das heute Zeiss-Dywidag-Schalenbauweise genannte Bauverfahren zur Herstellung stützenfreier weitgespannter Dachschalen. Fertiggestellt wurde das erste Projektionsplanetarium im Jahre 1923 für das Deutsche Museum in München, nachdem elf Jahre zuvor erste Anregungen dafür gegeben worden waren. Initiiert wurde das Projekt von Oskar von Miller, der später eng mit Bauersfeld zusammenarbeitete. Ebenso wie von Miller gehörte er dem Verein Deutscher Ingenieure (VDI) an.
Das Zeiss-Planetarium Jena öffnete seine Tore für die Öffentlichkeit am 18. Juli 1926. Wenig später folgte das Städtische Planetarium Dresden, dessen architektonische Gestaltung vom Dresdner Stadtbaurat Paul Wolf stammte.

## Ehrungen
- 1933: Elliott Cresson Medaille des Franklin Institutes (Philadelphia)
- 1941: Werner-von-Siemens-Ring[4]
- 1952: Grashof-Denkmünze des VDI[5]
- 1953: Großes Verdienstkreuz mit Stern der Bundesrepublik Deutschland
- 1954: Akademischer Ehrenbürger der TH Stuttgart
- 1957: James-Watt-Medaille

Des Weiteren sind in Jena, Heidenheim an der Brenz und Berlin-Staaken eine Straße nach Bauersfeld benannt.

## Schriften
- Die automatische Regulierung der Turbinen. Dissertation, Technische Hochschule Charlottenburg, Berlin 1905.